# Adamawa jezici
Adamawa jezici grana adamawa-ubanških jezika iz Nigerije, Čada, Kameruna, Srednjoafričke Republike koja obuhvaća 89 jezika. Predstavnici su: 
a. Fali jezici (2) Kamerun: fali (2 jezika, sjeverni i južni).
b. Gueve jezici (1) Kamerun: gey.
c. Kam jezici (1) Nigerija: kam.
d. Kwa jezici (1) Nigerija: kwa.
e. La'bi jezici (1) Kamerun: la’bi.
f. Leko-Nimbari jezici (27): 
f1. Duru jezici (11) Kamerun: 
a. Dii jezici (3): dii, dugun, duupa,
b. Duli jezici (1) Kamerun: duli.
c. Voko-Dowayo jezici (7): 
c1. Kutin jezici (1): peere.
c2. Vere-Dowayo jezici (5): 
b1. Dowayo jezici (1) Kamerun: doyayo.
b2. Vere-Gimme jezici (4): 
a. Gimme jezici (2) Kamerun: gimme, gimnime.
b. Vere jezici (2) Nigerija: koma, mom jango.
c3. Voko jezici (1) Kamerun: longto.
f2. Leko jezici (4) Kamerun, Nigerija: kolbila, nyong, samba leko, wom.
f3. Mumuye-Yandang jezici (12): 
a. Mumuye jezici (7) Nigerija: gengle, kumba, mumuye, pangseng, rang, teme, waka.
b. Yandang jezici (5) Nigerija: bali, kpasam, kugama, yendang, Yotti
f4. Nimbari jezici (1) Kamerun: nimbari.
g. Mbum-Day jezici (30): 
g1. Bua jezici (10) Čad: bolgo, bon gula, bua, fania, gula iro, koke, niellim, noy, tunia, zan gula.
g2. Day jezici (1) Čad: day,
g3. Kim jezici (3) Čad: besme, goundo, kim.
g4. Mbum jezici (16): 
a. Centralni/danas istočni mbum jezici (5) Srednjoafrička Republika, Čad, Kameerun:
a. Karang jezici (4): karang, kare, nzakambay, pana.
b. Koh jezici (1) Čad: kuo,
b. Sjeverni (6) Kamerun, Čad:
b1. Dama-Galke jezici (3) Kamerun: dama, ndai, mono.
b2. Tupuri-Mambai jezici (3) Kamerun, Čad: mambai, mundang, tupuri.
c. Južni (1) Kamerun: mbum.
d. neklasificirani (4) Kamerun, Nigerija: dek jezik, laka, pam, to.
h. Waja-Jen (24): 
h1. Jen jezici (10) Nigerija: burak, dza, kyak, leelau, loo, mághdì, mak, mingang doso, moo jezik, tha.
h2. Longuda jezici (1) Nigerija: longuda.
h3. Waja jezici (8) Nigerija:
a. Awak jezici (2): awak, kamo.
b. Cham-Mona jezici (2): dijim-bwilim, tso.
c. Dadiya jezici (1) Nigerija: dadiya.
d. Tula jezici (3): bangwinji, tula, waja.
h4. Yungur jezici (5) Nigerija: 
a. Libo jezici (1) Nigerija: kaan.
b. Mboi jezici (1) Nigerija: mboi.
c. Yungur-Roba jezici (3): bena, lala-roba, voro.
i. Neklasificirani (1) Kamerun: oblo

## Vanjske poveznice
- Ethnologue (14th)
- Ethnologue (15th)
- Ethnologue (16th)